# 横堀道路
横堀道路（よこぼりどうろ）は、秋田県湯沢市下院内から同市桑崎に至る延長約3.7キロメートル (km) の高速道路（国道13号の自動車専用道路）である。
東北中央自動車道（国土開発幹線自動車道）に並行する一般国道の自動車専用道路として整備される。2025年度開通予定。
高速道路ナンバリングによる路線番号は「E13」が割り振られている。

## 概要
- 起点 : 秋田県湯沢市下院内（院内道路終点）
- 終点 : 秋田県湯沢市桑崎（湯沢横手道路起点）
- 全長 : 約3.7 km

## インターチェンジ
- 全区間秋田県内に所在。
- IC番号欄の背景色が■である区間は既開通区間に存在する。
施設欄の背景色が■である区間は未開通区間または未供用施設に該当する。
未開通区間の名称は仮称である。

| 施設名           | 接続路線名 | 福島から (km) | 備考                       | 所在地 | 所在地 |
| ---------------- | ---------- | ------------- | -------------------------- | ------ | ------ |
| E13 院内道路     |            |               |                            |        |        |
| 下院内IC         | 国道13号   |               |                            | 秋田県 | 湯沢市 |
| 雄勝こまちIC     | 国道13号   | 182.6         | キロ程は湯沢横手道路のもの | 秋田県 | 湯沢市 |
| E13 湯沢横手道路 |            |               |                            |        |        |

## 沿革
- 2013年（平成25年）11月 : 計画段階評価着手[3]。
- 2014年（平成26年）1月・6月 : 事業化に向け建設ルートについて沿線住民へのアンケート実施。アンケートに当たって、「全線自動車専用道路として新設・現道改良」の2案を提示。
- 2015年（平成27年）4月 : 全線自動車専用道路として新設するルートで事業着手。
- 2025年（令和7年）度 : 開通予定[1][注釈 1]。